# Liste des attractions construites par Mack Rides

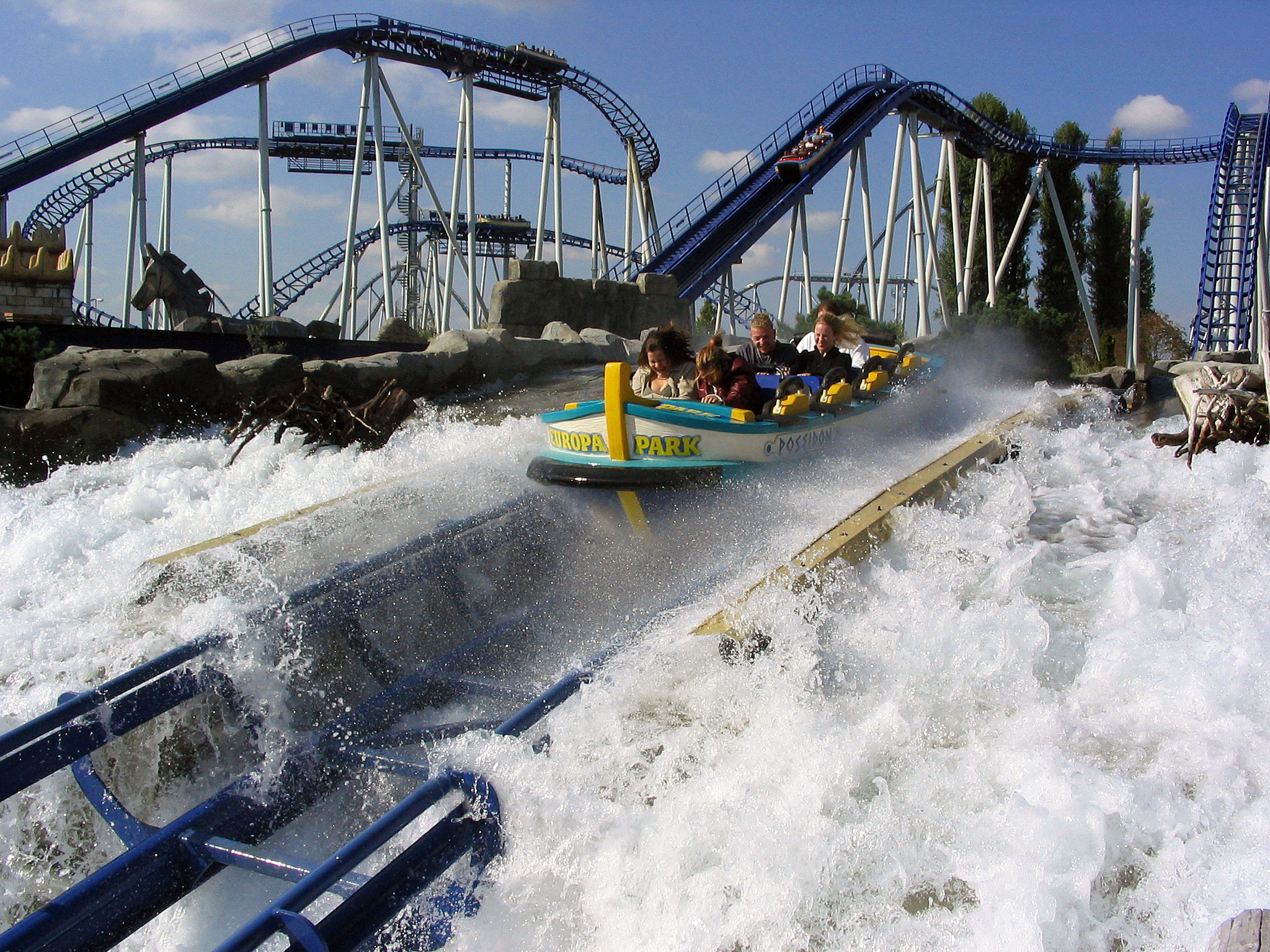
Poseidon à Europa-Park.

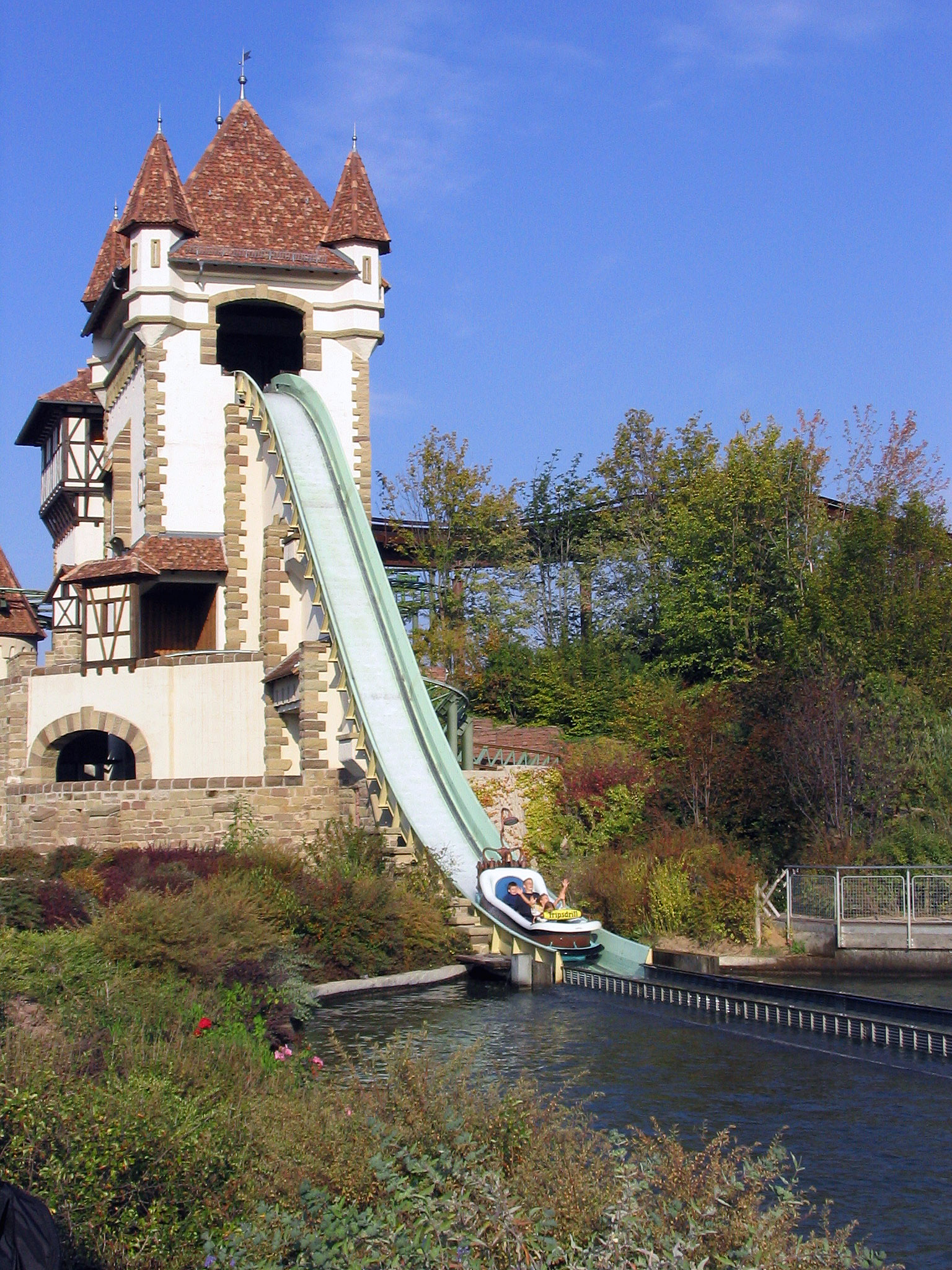
Les bûches au Erlebnispark Tripsdrill en Allemagne.

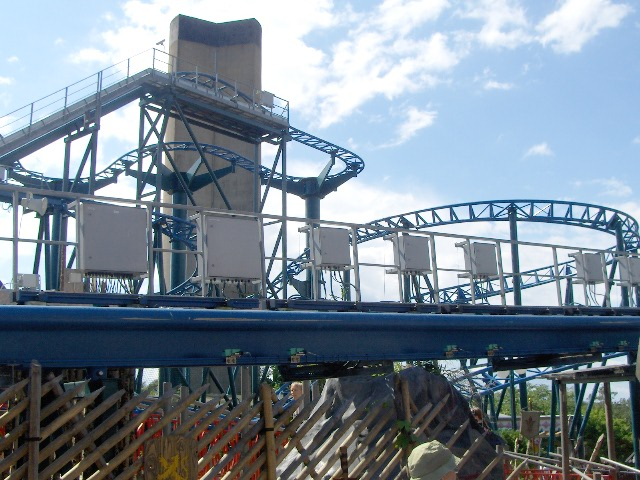
Tulireki au Linnanmäki en Finlande.

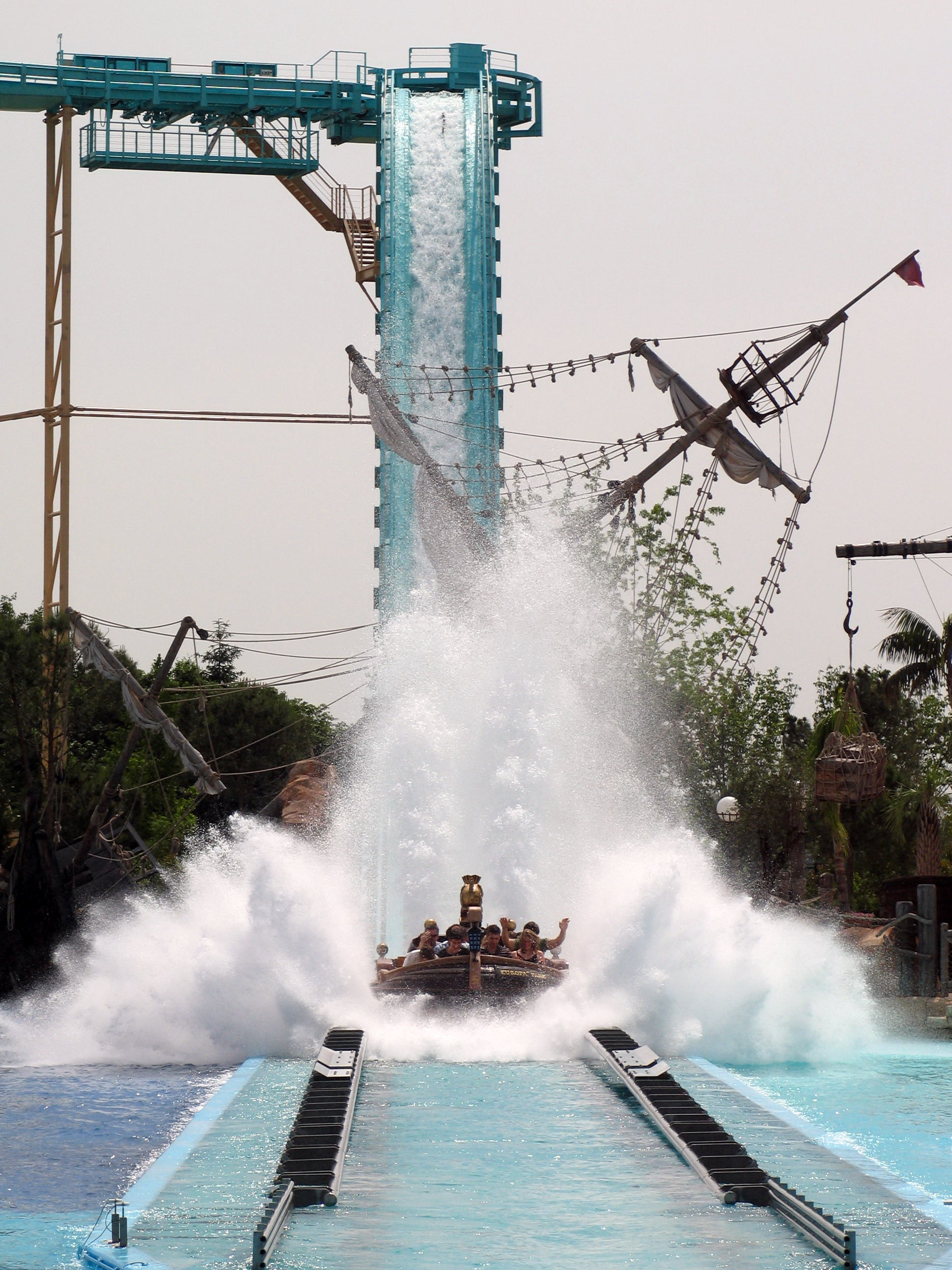
Atlantica Supersplash à Europa-Park.

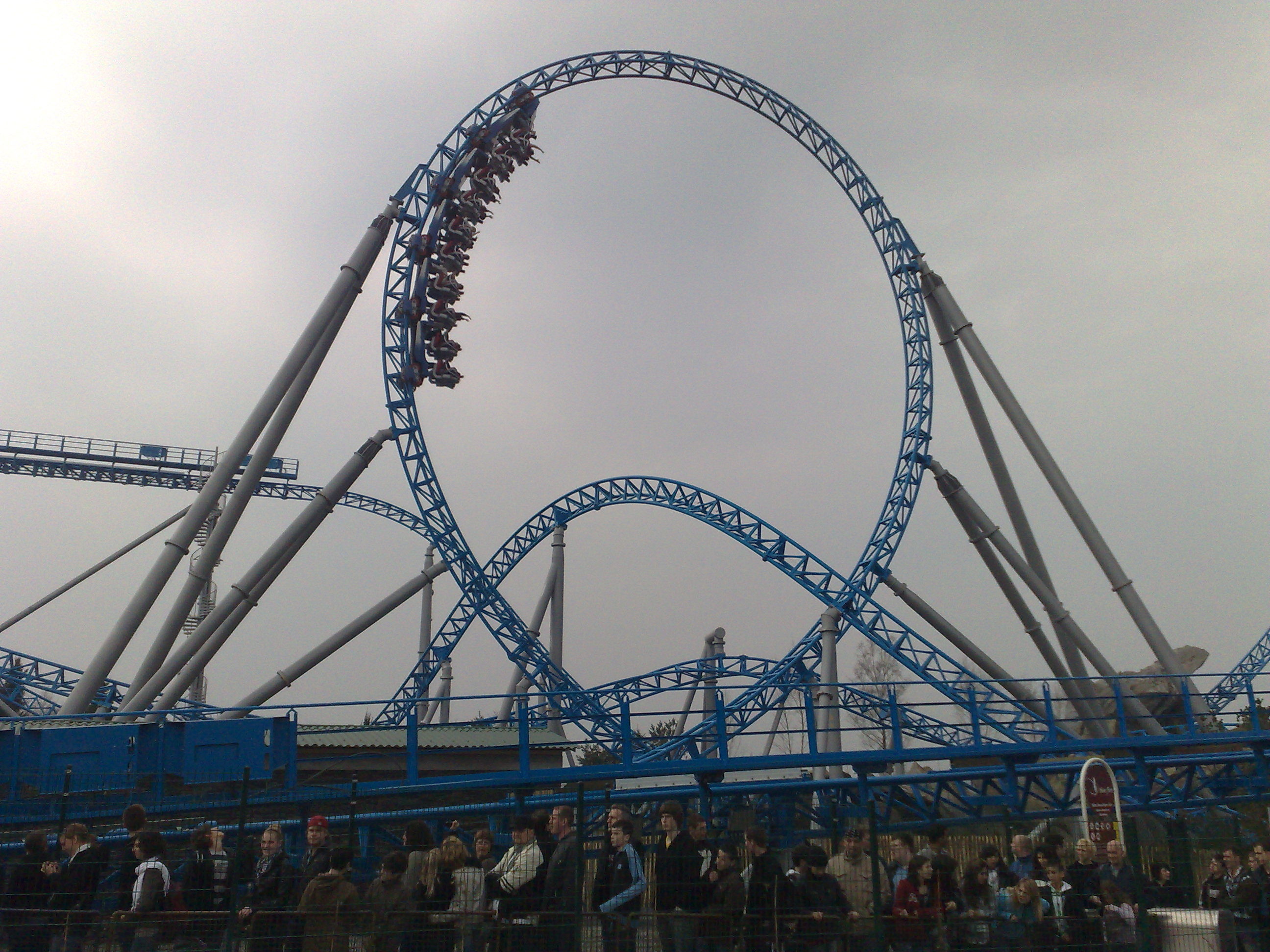
Blue Fire Megacoaster à Europa-Park

## Montagnes russes E-Powered
- Alpenexpress Enzian à Europa-Park en Allemagne
- Apache Whirlwind à Frontier Village Amusement Park à San José aux États-Unis
- Berg-o-dal-banan à Skara Sommarland en Suède
- Blauer Enzian à Freizeit-Land Geiselwind en Allemagne
- Blauer Enzian à Toshimaen au Japon
- Blauer Enzian à Karolinelund au Danemark
- Bob Express à Bobbejaanland en Belgique
- Draconis à Plopsaland De Panne en Belgique
- Dragen à Legoland Billund au Danemark
- Dragon des Sortilèges à Mirapolis en France
- Dynamite Express à Drievliet Family Park
- Explorer à Mirabilandia en Italie
- Expreso Minero à Parque Plaza Sesamo
- Flying Fish à Thorpe Park au Royaume-Uni
- Galaxie Express au Space Center du Waterfront Bremen en Allemagne
- Gletscherblitz à Steinwasen Park en Allemagne
- Gold Mine Train à Nigloland en France
- Grottenblitz à Heide Park en Allemagne
- Idän Pikajuna à Tykkimäki en Finlande
- Kansas City-Express au Fränkisches Wunderland en Allemagne
- Max & Moritz à Efteling aux Pays-Bas
- Odin Ekspressen aux jardins de Tivoli au Danemark
- Pikajuna à Linnanmäki en Finlande
- Rhombus's Rocket à Fantasy Island
- Run A Way Mine Train à Gold Reef City en Afrique du Sud
- Runaway Mine Train à Alton Towers au Royaume-Uni
- Runaway Train à Chessington World of Adventures au Royaume-Uni
- Runaway Train à Elitch Gardens à Denver aux États-Unis
- Spreeblitz au Spreepark à Berlin en Allemagne
- Thunder Run au Canada's Wonderland au Canada
- Tokaido au Genclik Parki

## Montagnes russes Inverted Powered
| Nom                            | Année | Lieu                               | Commentaire                                        |
| ------------------------------ | ----- | ---------------------------------- | -------------------------------------------------- |
| Arthur au Royaume des Minimoys | 2014  | Europa-Park en Allemagne           | Nouveauté mondiale à son ouverture, souvent primée |
| Dragon Gliders                 | 2017  | Motiongate aux Emirats arabes unis |                                                    |
| Jurassic Flyers                | 2021  | Universal Studios Beijing en Chine |                                                    |

## Montagnes russes bobsleigh
- Avalanche au Kings Dominion aux États-Unis
- Avalanche au Pleasure Beach, Blackpool au royaume-Uni
- Bobbahn à Heide Park en Allemagne
- Munich Autobahn au Kōbe PortopiaLand
- Schweizer Bobbahn à Europa-Park en Allemagne
- La Trace du Hourra au parc Astérix en France

## Wild Mouse
- Matterhorn-Blitz à Europa-Park en Allemagne
- Cheetah Chase à Busch Gardens Tampa Bay aux États-Unis

- Fly au Canada's Wonderland au Canada
- Flying Dutchman Gold Mine au Walibi Holland aux Pays-Bas
- Ghost Chasers au Movie Park Germany en Allemagne
- Jungle Coaster au Legoland Windsor au Royaume-Uni
- Mulholland Madness au Disney California Adventure aux États-Unis
- Project X - Test Strecke au Legoland Deutschland en Allemagne
- Ricochet au Kings Dominion aux États-Unis
- Ricochet au Carowinds aux États-Unis
- Reaper, Drop ride to doom! au Amsterdam Dungeon aux Pays-Bas
- La Descente en Schlitt' à Nigloland en France
- Scooby-Coo Spooky au Warner Bros. Movie World Australia en Australie
- Speedy Bob au Bobbejaanland en Belgique - Le circuit gauche a été rélocalisé en 2009 à Parques de Attraciones de Madrid
- Taunusblitz au Taunus Wunderland en Allemagne
- Technic Coasater au Legoland California aux États-Unis
- The Dark Night à Six Flags Great Adventure aux États-Unis
- The Dark Night à Six Flags Great America aux États-Unis
- The Dark Night à Six Flags México au Mexique
- Tulireki au Linnanmäki en Finlande
- Wilde Maus à Attrapark
- Wild Maus au Busch Gardens Williamsburg aux États-Unis
- Wild Mouse au Hersheypark aux États-Unis
- Wild Mouse au Nagashima Spa Land au Japon
- Wild Mouse à Expoland au Japon - relocalisé en 2015 à Antibesland (France)
- Wild Mouse au Magic Land
- X-treme Racers au Legoland Billund au Danemark

## Montagnes russes aquatiques

### Bûches
| Nom                            | Année | Lieu                                            | Commentaire                               |
| ------------------------------ | ----- | ----------------------------------------------- | ----------------------------------------- |
| Wildwasserfahrt                | 1977  | Hansa-Park en Allemagne                         |                                           |
| Tiroler Wildwasserbahn         | 1978  | Europa-Park en Allemagne                        |                                           |
| Wild River                     | 1979  | Fort Fun Abenteuerland en Allemagne             |                                           |
| Wildwasserbahn I               | 1980  | Heide Park en Allemagne                         |                                           |
| The Flume                      | 1981  | Alton Towers au Royaume-Uni                     | Attraction fermée                         |
| Wild Waterval                  | 1982  | Avonturenpark Hellendoorn aux Pays-Bas          | Anciennement Canadian River               |
| Colorado Boat                  | 1984  | Gardaland en Italie                             |                                           |
| Tømmerrenna Nilen              | 1986  | Dyreparken en Norvège                           |                                           |
| Maya Splash                    | 1986  | Plopsa Coo en Belgique                          | Anciennement Le Splash                    |
| Tiger Rock                     | 1987  | Chessington World of Adventures au Royaume-Uni  | Anciennement Dragon Falls et Dragon River |
| Descente des Rapides           | 1987  | Mirapolis en France                             | Parc fermé en 1991                        |
| Koskenlaskurata                | 1988  | Wasalandia en Finlande                          | Parc fermé en 2015                        |
| De Boomstammetjes              | 1989  | Plopsaland De Panne en Belgique                 |                                           |
| La Rivière Canadienne          | 1989  | Nigloland en France                             |                                           |
| Logger's Leap                  | 1989  | Thorpe Park au Royaume-Uni                      | Attraction fermée                         |
| Pirate Adventure               | 1990  | Drayton Manor Theme Park au Royaume-Uni         | Attraction fermée                         |
| Wickie Splash                  | 1992  | Holiday Park en Allemagne                       | Anciennement Teufelsfässer                |
| Crazy River                    | 1994  | Walibi Holland aux Pays-Bas                     |                                           |
| Wildwasserbahn                 | 1994  | Serengeti-Park en Allemagne                     |                                           |
| Flash Back                     | 1995  | Walibi Belgium en Belgique                      |                                           |
| Grand Canyon                   | 1995  | Spreepark en Allemagne                          | Parc fermé en 2002                        |
| Silver River Flume             | 1995  | PortAventura Park en Espagne                    |                                           |
| Gold Mine Exploration          | 1997  | Formosan Aboriginal Culture Village à Taiwan    |                                           |
| Anaconda                       | 1997  | Isla Mágica en Espagne                          |                                           |
| Dudley Do-Right's Ripsaw Falls | 1999  | Universal's Islands of Adventure aux Etats-Unis |                                           |
| Wildwasserbahn                 | 1999  | Freizeitpark Plohn en Allemagne                 |                                           |
| Badewannen Fahrt               | 2000  | Erlebnispark Tripsdrill en Allemagne            |                                           |
| Cataratas del Nilo             | 2000  | Terra Mítica en Espagne                         |                                           |
| Wildwasserbahn                 | 2001  | Taunus Wunderland en Allemagne                  |                                           |
| Back Stroke                    | 2004  | Toverland aux Pays-Bas                          |                                           |
| Splash River                   | 2006  | Happyland en Suisse                             |                                           |
| Pirateninsel                   | 2006  | Skyline Park en Allemagne                       | Attraction fermée                         |
| Big Mama                       | 2017  | Skyline Park en Allemagne                       |                                           |

### WaterCoaster
- Krampus Expédition à Nigloland en France.
- Poseidon à Europa-Park en Allemagne.
- Skatteon à Djurs Sommerland au Danemark.
- Polar Explorer à Chimelong Ocean Kingdom en Chine.
- Storm Coaster à Sea World en Australie.
- Journey to Atlantis à SeaWorld Orlando aux États-Unis.
- Journey to Atlantis à SeaWorld San Diego aux États-Unis.
- Montanha Russa à Aquashow Park au Portugal
- Fjord explorer au Pal en France.

### SuperSplash
| Nom                   | Année | Lieu                                         | Commentaire                                                          |
| --------------------- | ----- | -------------------------------------------- | -------------------------------------------------------------------- |
| SuperSplash           | 2003  | TusenFryd en Norvège                         |                                                                      |
| Atlantica SuperSplash | 2005  | Europa-Park en Allemagne                     |                                                                      |
| Armada Invencible     | 2008  | Formosan Aboriginal Culture Village à Taïwan | Clone de Atlantica                                                   |
| SuperSplash           | 2006  | Plopsaland De Panne en Belgique              | Modèle à ascenseur vertical, pas de lift                             |
| Journey to Atlantis   | 2007  | SeaWorld San Antonio aux États-Unis          | Clone de Atlantica (hormis l'absence de bosse après la chute finale) |
| Walrus Splash         | 2014  | Chimelong Ocean Kingdom en Chine             | Clone de Atlantica                                                   |
| Aktium                | 2014  | CineCittà World en Italie                    | Modèle custom, deux chutes                                           |
| Tiger Leaping Gorge   | 2018  | Colourful Yunnan Paradise en Chine           | Clone de Atlantica                                                   |

### PowerSplash
| Nom                | Année | Lieu                                                       | Commentaire                             |
| ------------------ | ----- | ---------------------------------------------------------- | --------------------------------------- |
| Pulsar             | 2016  | Walibi Belgium en Belgique                                 | Montagnes russes aquatiques propulsées. |
| Power Splash       | 2019  | Happy Valley en Chine                                      |                                         |
| Blu Power          | 2021  | Tetysblu Theme Park au Kazakhstan                          |                                         |
| Giant Splash       | 2022  | Lotte World Adventure Busan - Magic Forest en Corée du Sud |                                         |
| Aquaman Power Wave | 2023  | Six flags Over Texas aux États-Unis                        |                                         |

## Montagnes russes familiales
- Götterblitz à Familypark en Autriche
- Little Eagle au Myrtle Beach Pavilion aux États-Unis
- Little Eagle au NASCAR SpeedPark
- Pegasus à Europa-Park en Allemagne
- Correcaminos Bip Bip à Parque Warner Madrid en Espagne

## Montagnes russes tournoyantes
| Nom                           | Année | Lieu                                            | Commentaire                                    |
| ----------------------------- | ----- | ----------------------------------------------- | ---------------------------------------------- |
| Euro-Mir                      | 1997  | Europa-Park en Allemagne                        |                                                |
| Sierra Sidewinder             | 2007  | Knott's Berry Farm aux États-Unis               |                                                |
| Space Fantasy – The Ride (en) | 2010  | Universal Studios Japan au Japon                | スペース・ファンタジー・ザ・ライド en japonais |
| Twist                         | 2011  | Le Pal en France                                |                                                |
| D'werwelwind                  | 2012  | Toverland aux Pays-Bas                          | Clone de Twist.                                |
| Turbulence                    | 2015  | Adventureland Long Island aux États-Unis        |                                                |
| Dragon Express                | 2016  | Oriental Neverland - Mountain Kingdom en Chine  |                                                |
| Spider-Man Doc Ock's Revenge  | 2016  | IMG Worlds of Adventure aux Emirats arabes unis | Clone de Sierra Sidewinder.                    |
| Cobra's Curse                 | 2016  | Busch Gardens Tampa aux États-Unis              |                                                |
| Dancing Oscar                 | 2017  | Shinhwa Theme Park en Corée du Sud              |                                                |
| Storm Chaser (en)             | 2021  | Paulton's Park au Royaume-Uni                   | Clone de Sierra Sidewinder.                    |
| Twin Spin                     | 2021  | Enchanted Kingdom aux Philippines               | Clone de Turbulence.                           |
| Rockin' Blu                   | 2021  | Tetysblu Theme Park au Kazakhstan               | Clone de Turbulence.                           |

## Montagnes russes en intérieur
| Nom                      | Année | Lieu                     | Commentaire |
| ------------------------ | ----- | ------------------------ | --- |
| Electro                  | 1987  | Méga Parc au Canada      | Anciennement nommée Capitale Express |
| Eurosat - CanCan Coaster | 1989  | Europa-Park en Allemagne | Ancienne thématisation sur l'espace, en tant qu'Eurosat. Fermeture de novembre 2017 à septembre 2018 pour de gros travaux. Thématisation sur le Moulin Rouge et le French Cancan, avec quelques changements au niveau du tracé. |
| Spatiale Experience      | 1998  | Nigloland en France      | Mêmes techniques que Eurosat, tout en s'inspirant de Space Mountain de Disney |

## Montagnes russes lancées
| Nom                             | Année | Lieu                                                       | Commentaire |
| ------------------------------- | ----- | ---------------------------------------------------------- | --- |
| Blue Fire Megacoaster           | 2009  | Europa-Park en Allemagne                                   | Ce sont les premières montagnes russes à inversions et à propulsion du parc ainsi que du constructeur, qui possèdent en outre le plus haut looping d'Europe parmi les launch coasters (32 mètres). Golden Ticket Awards (top 50 mondial) : 2016 : 14ème 2017 : 18ème 2018 : 19ème |
| Manta                           | 2012  | SeaWorld San Diego aux États-Unis                          | Modèle custom, possède 2 zones de propulsion. |
| Helix                           | 2014  | Liseberg en Suède                                          | Modèle custom, possède 2 zones de propulsion. Golden Ticket Awards (top 50 mondial) : 2016 : 29ème 2017 : 29ème 2018 : 21ème |
| Battle of Blue Fire             | 2014  | Quancheng Euro Park en Chine                               | Clone de Blue Fire. |
| Serpent Dragon                  | 2014  | Sochi Park Adventureland en Russie                         | Clone de Blue Fire. |
| Velikolukskiy Myasokombinat     | 2015  | Wonder Island en Russie                                    | Clone de Blue Fire. |
| Velociraptor                    | 2016  | IMG World of Adventure à Dubaï                             | Clone de Blue Fire. |
| Star Trek: Operation Enterprise | 2017  | Movie Park Germany en Allemagne                            | Modèle custom, est propulsé 3 fois sur une zone de propulsion. |
| Capitol Bullet Train            | 2017  | Motiongate à Dubaï                                         | Modèle custom, est propulsé 3 fois sur une zone de propulsion. |
| Icon                            | 2018  | Pleasure Beach, Blackpool, en Angleterre                   | Modèle custom, possède 2 zones de propulsion. |
| Launch Coaster                  | 2018  | Colourful Yunnan Paradise en Chine                         | Clone de Blue Fire. |
| Steam Racers                    | 2019  | Wuxi Sunac Land en Chine                                   | Clone de Blue Fire. |
| Copperhead Strike               | 2019  | Carowinds aux États-Unis                                   | Modèle custom, possède 2 zones de propulsion. |
| Steel Taipan                    | 2021  | Dreamworld en Australie                                    | Modèle custom, un Blue Fire avec une triple propulsion au départ (en avant, en arrière sur une flèche, et en avant) |
| Beyond the Cloud                | 2022  | Suzhou Amusement Land Forest World en Chine                | Modèle custom. |
| Giant Digger                    | 2022  | Lotte World Adventure Busan - Magic Forest en Corée du Sud | Clone de Blue Fire. |
| Bravest Warrior Roller Coaster  | 2022  | Xuzhou Paradise en Chine                                   | Clone de Blue Fire. |
| Stardust racers                 | 2025  | Universal Epic Universe aux États-Unis                     | Dueling coaster, deux trajets parallèles qui "font la course" |

## Méga montagnes russes
| Nom          | Année | Lieu                | Commentaire                                                  |
| ------------ | ----- | ------------------- | ------------------------------------------------------------ |
| Storm        | 2013  | Etnaland en Italie  | Ce sont les premières méga montagnes russes du constructeur. |
| Alpina Blitz | 2014  | Nigloland en France | Modèle custom.                                               |

## Hyper montagnes russes
| Nom                    | Année | Lieu                                            | Commentaire |
| ---------------------- | ----- | ----------------------------------------------- | --- |
| Flash                  | 2016  | Lewa Adventure en Chine                         | Ce sont les premières hyper montagnes russes du constructeur, qui possèdent en outre le plus haut looping au monde (50 mètres). |
| DC Rivals HyperCoaster | 2017  | Warner Bros. Movie World Australia en Australie | Modèle custom Coaster le plus haut, le plus long et le plus rapide de l'hémisphère sud.                                         |
| Hyper Coaster          | 2018  | Land of Legends Theme Park en Turquie           | Clone de Flash. |
| Hyperia                | 2024  | Thorpe Park au Royaume-Uni                      | Modèle custom Coaster le plus haut et le plus rapides du Royaume-Uni                                                            |
| ?                      | ?     | Sunac Cultural Tourism City en Chine            | En construction. Modèle custom.                                                                                                 |

## BigDipper
| Nom            | Année | Lieu                             | Commentaire                                    |
| -------------- | ----- | -------------------------------- | ---------------------------------------------- |
| Lost Gravity   | 2016  | Walibi Holland aux Pays-Bas      | Premier BigDipper, montagnes russes compactes. |
| Dynamite       | 2019  | Freizeitpark Plohn en Allemagne  | Modèle custom.                                 |
| Wiener Lopping | 2025  | Prater en Autriche               | Modèle custom.                                 |
| Helios         | 2025  | Fantasiana en Autriche           | Modèle custom.                                 |
| ?              | ?     | Sun World Bà Nà Hills au Vietnam | En construction                                |

## Stryker Coaster
| Nom            | Année | Lieu                     | Commentaire                                                      |
| -------------- | ----- | ------------------------ | ---------------------------------------------------------------- |
| Voltron Nevera | 2024  | Europa-Park en Allemagne | Modèle surnommé BigDipper 2.0, dont c'est une version améliorée. |

## Xtreme Spinning Coaster
| Nom                   | Année | Lieu                              | Commentaire |
| --------------------- | ----- | --------------------------------- | --- |
| Time Traveler (en)    | 2018  | Silver Dollar City aux États-Unis | Premières montagnes russes tournoyantes propulsées au monde |
| The Ride to Happiness | 2021  | Plopsaland De Panne en Belgique   | En juin 2023, il s'agit du huitième meilleur coaster au monde selon le classement des passionnés de parcs d'attractions sur le site CaptainCoaster[pertinence contestée] |